# Acropora stoddarti
Acropora stoddarti is een rifkoralensoort uit de familie van de Acroporidae. De wetenschappelijke naam van de soort is voor het eerst geldig gepubliceerd in 1976 door Pillai & Scheer.